# クマノミ
クマノミ（隈之魚、熊之実、隈魚、 Amphiprion clarkii）は、クマノミ亜科に属する海水魚の1種。英名には Clark's anemonefish、yellowtail clownfishなどがある。
種小名"clarkii"は、魚類学者ベネットが本種を新種として報告する時に、図版を製作した銅版彫師. クラークへ献名したものである。地方名はトンボダイ（和歌山）、ハチマキ、チンチクリ（高知）、ヤハゲ（愛媛）等がある。

## 形態
最大で雄は10 cm、雌は15 cm程度まで成長する。体はずんぐりして側扁する。
背鰭は10棘15-16軟条、臀鰭は2棘13-14軟条。
体色には地域変異がある。通常は、背側が黒、腹側が橙黄色で、黒い部分は成長とともに拡大する。吻は橙から桃色である。体には2本の白い横縞があり、1本は眼の後方に、もう1本は肛門の上にある。背鰭は橙黄色で、尾柄は白い。尾鰭は三角形に近く、雄は橙色だが雌は白色である。アラビアハタゴイソギンチャク Stichodactyla mertensii に共生するものは腹部まで黒くなる。尾鰭の色は多少淡く、白いこともある。稚魚は橙黄色の体に、白い横縞を持つ。

## 分布
インド太平洋の熱帯に広く分布する。成体は深度60m以浅の、礁湖や礁周縁に生息する。 

## 生態
クマノミ亜科の中で最も宿主の範囲が広く、次の約10種のイソギンチャクと共生できる。
- Cryptodendrum adhaesivum エンタクイソギンチャク
- Entacmaea quadricolor ウスカワイソギンチャク
- Heteractis aurora ジュズダマイソギンチャク
- Heteractis crispa シライトイソギンチャク
- Heteractis magnifica センジュイソギンチャク
- Heteractis malu チクビイソギンチャク
- Macrodactyla doreensis マバラシライトイソギンチャク
- Stichodactyla gigantea ハタゴイソギンチャク
- Stichodactyla haddoni イボハタゴイソギンチャク
- Stichodactyla mertensii アラビアハタゴイソギンチャク

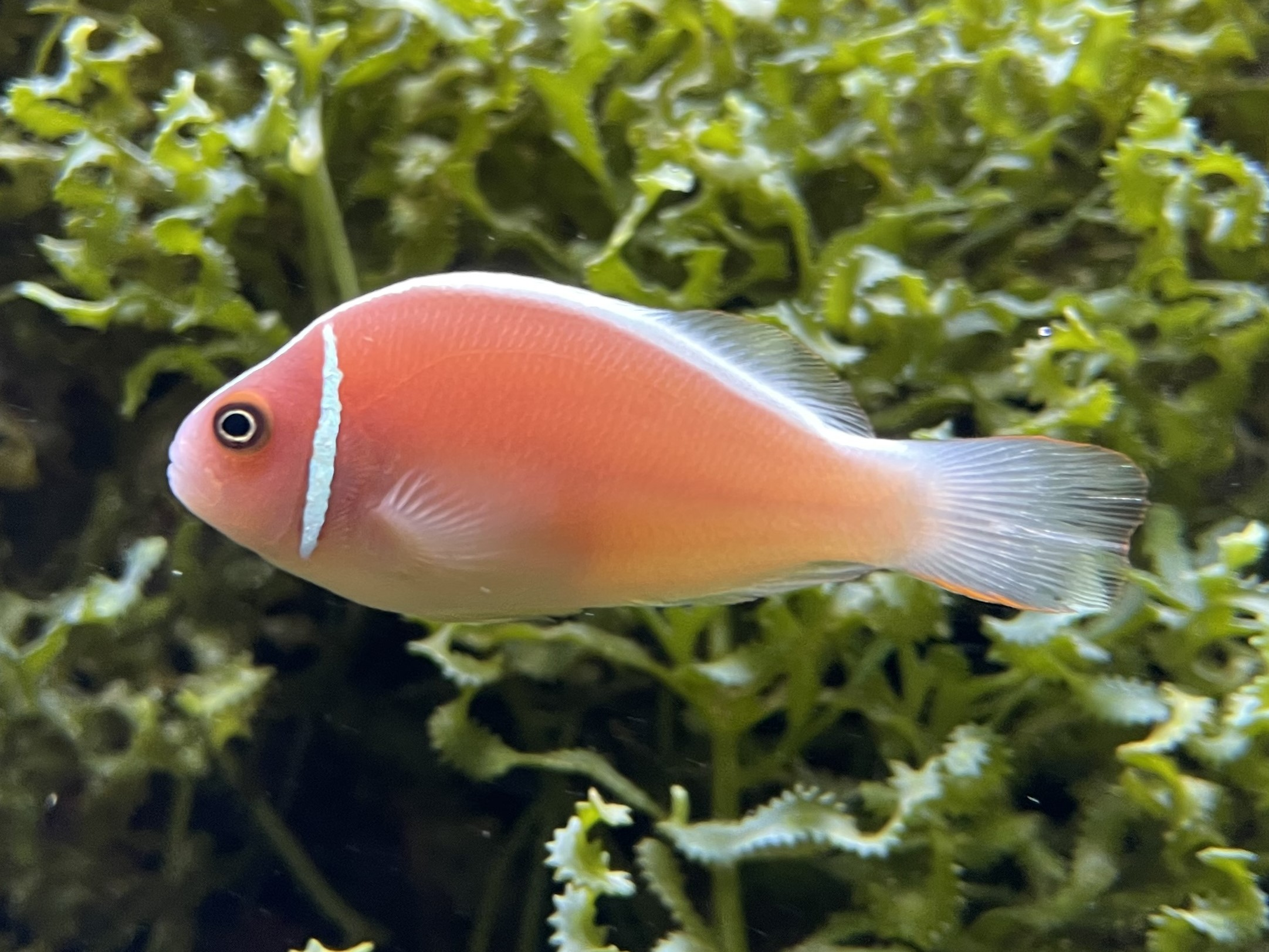
セジロクマノミ

ハナビラクマノミやセジロクマノミと共同で1個体のイソギンチャクを利用していることが観察されている。
雄性先熟性で、大きく成長した雄が雌に性転換するが、群れの構造や性転換のタイミングは生息地によって異なる。

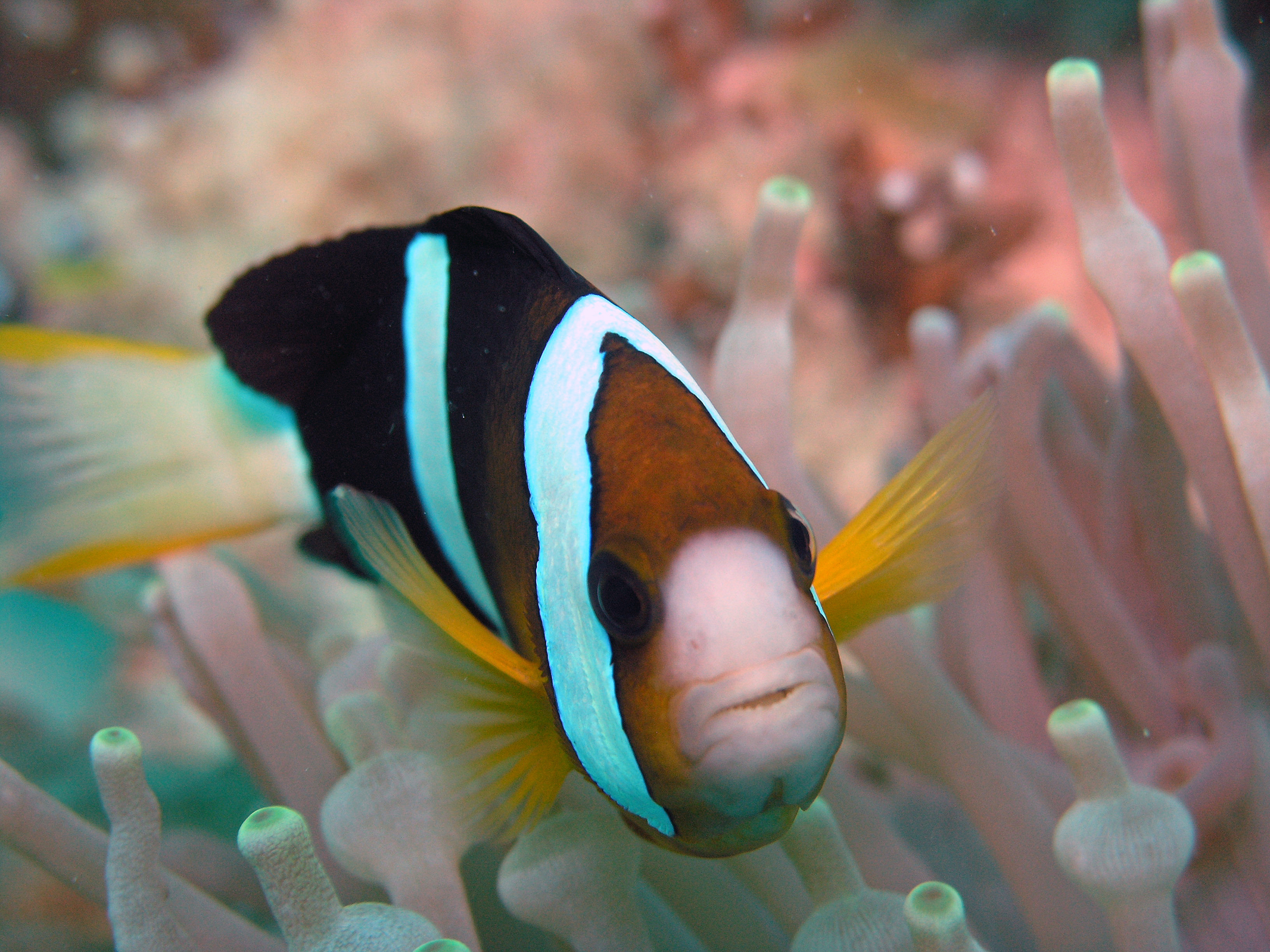

雑食性で、動物プランクトンや藻類を食べる。昼行性である。縄張りを持ち攻撃的である。イソギンチャクが利用できない場合は岩陰に隠れる。イソギンチャクとは相利共生の関係にあり、弱った魚を触手に近づける、チョウチョウウオ科のようなイソギンチャクの捕食者を追い払う、などの行動を取る。また一説として、自分で食べられない大きなエサをイソギンチャクに与えて大きく育てることで、自らの利益につなげている可能性が指摘されている。